# Kasilof (rivière)
La rivière Kasilof est une rivière d'Alaska aux États-Unis, de 27 km de long. Elle prend sa source dans le lac Tustumena, à l'ouest de la Péninsule Kenai, et se jette dans le Golfe de Cook, près de Kasilof. Son nom provient de la langue russe.
L'amont de la rivière comporte de nombreux rapides, et sa navigation est dangereuse à cause des bancs de vase en provenance du glacier d'où proviennent ses eaux. Ces alluvions lui donnent sa couleur bleutée. La rivière est très froide, et présente de forts courants.
Dans sa partie aval, elle est accessible par la Sterling Highway et accueille les pêcheurs de saumon.